# Gymkana

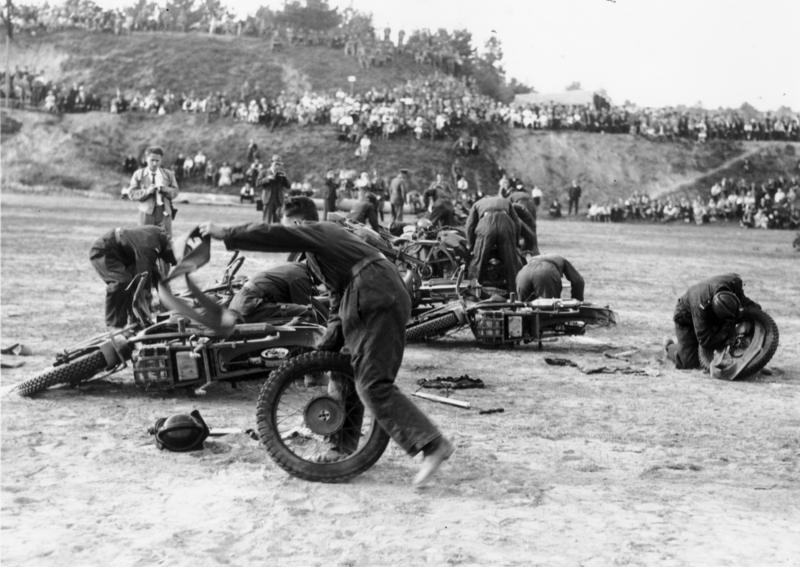
Historische opname van een Gymkhana in Duitsland

Een gymkana (letterlijk: atletische behendigheidssport) was een behendigheidswedstrijd voor motorfietsen en scooters die populair was in de jaren 1950.
In het Belgische dorp Schriek vindt nog jaarlijks een Gymkana voor tractoren plaats.
De term gymkana wordt ook toegepast voor een type autocross waarbij vele behendige manoeuvres worden gemaakt, zoals driften. 
Het woord gymkhana werd van oorsprong in de 19e eeuw gebruikt in India en Engeland om een wedstrijd met elementen van atletiek en ruitersport aan te duiden. (=> Gymkhana (paardensport))
In Zwitserland wordt met een gymkhana nog steeds een bepaald soort ruiterspel bedoeld.